# 주관식 문제
《주관식 문제》은 2017년에 제작한 대한민국의 드라마 영화이다.

## 줄거리
어느 날 주관식 선생에게 도통 기억나지 않는 제자, 선다형이 찾아온다. 대뜸 자기가 누군지 맞춰 보라는 수수께끼가 신호탄이었을까? 반에서 지갑 도난 사건이 일어나고 자칭 제자 선다형도 도둑 잡기에 합류하는데... 범인은 그들의 뒤통수를 때리며 경쟁에서 승리만이 강조되는 요즘 세태의 씁쓸한 뒷면을 보여준다.

## 캐스팅
주연
- 태인호 : 주관식 역
- 박민지 : 선다형 역
- 김미수 : 권소형 역
- 하윤경 : 이지선 역

조연
- 김성령 : 김성령 역
- 전유림 : 전유림 역
- 유정래 : 연극부 교사 역
- 박지혜 : 립스틱 교사 역
- 이무소 : 남자 교사 역

특별출연
- 구자홍 : 공방 주인 역